# Świerkówko (powiat człuchowski)
Świerkówko – osada w Polsce położona w województwie pomorskim, w powiecie człuchowskim, w gminie Koczała.
Według portali mapowych gminnych i PRNG obecnie to pustkowie, obszar nie zabudowany.
W latach 1975–1998 miejscowość administracyjnie należała do województwa słupskiego.